# Джемини 3
Джемини 3 (на английски: Gemini 3) е първият пилотиран полет от програмата Джемини. Това е последният полет, контролиран от авиобазата „Кейп Канаверал“. Първи двучленен екипаж на американски космически кораб.

## Екипаж
| Пост     | Астронавт                            |
| Командир | Върджил Грисъм два космически полета |
| Пилот    | Джон Йънг един космически полет      |

Върджил Грисъм става първият човек в света, летял два пъти в космоса. Поради факта, че първият му полет е суборбитален, официалният рекорд в това отношение принадлежи на Гордън Купър, летял на Мъркюри 9 и Джемини 5.

## Резервен екипаж
| Пост     | Астронавт                         |
| Командир | Уолтър Шира един космически полет |
| Пилот    | Томас Стафорд                     |

- Броят на полетите е преди тази мисия.

## Оригинален екипаж
| Пост     | Астронавт                         |
| Командир | Алън Шепърд един космически полет |
| Пилот    | Томас Стафорд                     |

- Броят на полетите е преди тази мисия.

Промените са наложени поради заболяване на Алън Шепърд, поради което дублиращия екипаж (Грисъм – Йънг) става основен, а Уолтър Шира е назначен за командир на дублиращия екипаж на мястото на Шепърд.

## Цели на мисията
СССР провежда полет с тричленен екипаж през 1964 г. (Восход 1) и двучленен няколко месеца по-късно (Восход 2). Основната цел на мисията е изпробване на новия космически кораб от второ поколение „Джемини“ с двучленен екипаж. Предвижда се за първи път в света да бъде извършена маневра за промяна височината и плоскостта на орбитата.

## Полетът
След успешния старт и в края на първата обиколка екипажът включва двигателите за около 75 секунди. Това е първата орбитална маневра, извършена от пилотиран космически кораб. Орбитата е променена от 161,2 км х 224,2 км и период 88.3 минути на орбита на 158 километра х 169 км и период 87,8 минути. Второ включване е направено 45 минути по-късно, когато е променен наклона на орбитата спрямо екватора с 0.02 градуса наклон. Последното включване е по време на третата обиколка, когато перигея е намален до 72 км.
Капсулата се приземява успешно след третата обиколка на 84 км от предварително планираната точка.

## Параметри на мисията
- Маса на кораба: 3236,9 кг
- Перигей: 161,2 км
- Апогей: 224,2 км
- Инклинация: 32,6°
- Орбитален период: 88.3 мин

## Днес
Капсулата, използвана в полета е изложена в мемориала „Грисъм“, разположен в Mill State Park, близо до Митчъл, щата Индиана, родният град на Върджил Грисъм. Той е построен след смъртта на астронавта по време на тренировките за мисия Аполо 1 през януари 1967 г.